# Maiprozession (Scheer)

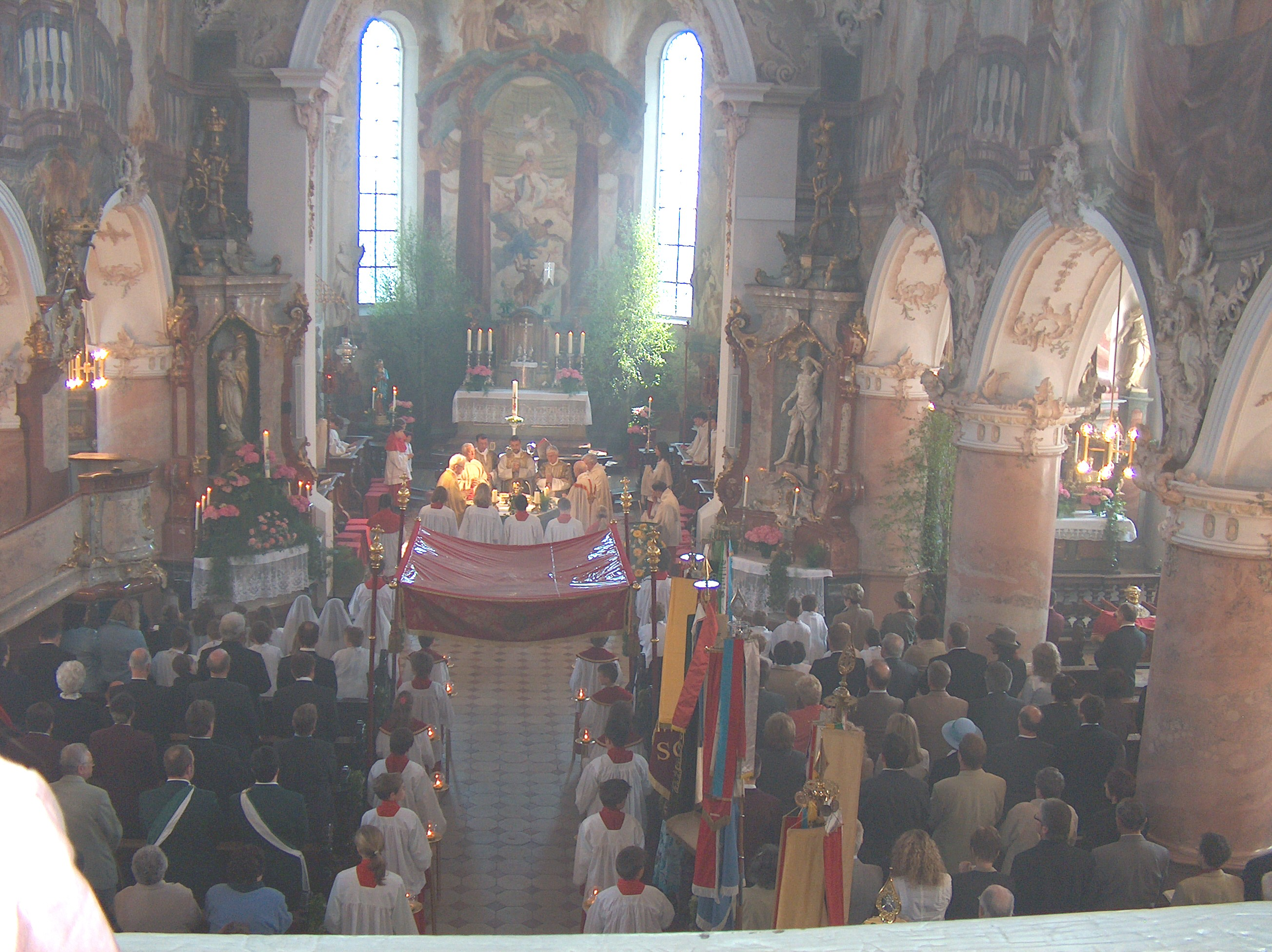
Maiandacht in der St. Nikolauskirche

Die Maiprozession ist eine jährlich am 1. Sonntag im Mai in Scheer, einer Stadt an der Donau im Landkreis Sigmaringen (Baden-Württemberg), stattfindende Reliquienprozession.

## Geschichte
Bei einem Aufenthalt des Truchsessen Christoph von Waldburg – der eberhardinischen Linie des Hauses Waldburg – in Ansbach 1606 erbat dieser sich von den Markgrafen von Brandenburg-Ansbach das Haupt des heiligen Wunibald. Es befand sich in deren Besitz und war in einem Brustbild verwahrt. Die Gemahlin des Truchsessen, Maria Anna, geb. Gräfin von Fürstenberg, holte das Reliquiar ab. Am 27. April 1606 wurde es feierlich nach Scheer übertragen. Ab dieser Zeit setzte die Wallfahrt nach Scheer ein. Der Truchsess bemühte sich weiter, auch von den beiden Geschwistern des Heiligen Wunibald Reliquienbüsten zu bekommen. Aus dem Dom zu Eichstätt erhielt er vom dortigen Bischof, Johann Konrad von Gemmingen, das Reliquiar des hl. Willibald. Das Reliquiar der hl. Walburga stammt aus dem Kloster Walburg.

### Anordnung des Truchsessen von Waldburg am 25. Februar 1604
In einer Urkunde vom 25. Februar 1604 wurde folgendes angeordnet: Christoph, Erbtruchsess, Freiherr von Waldburg, Herr zu Scheer und Trauchburg, s. Kaiserl. Majestät Rat und Kämmerer wählt die hl. Walburga, den hl. Willibald und Wunibald und den hl. Richard von England zu besonderen Patronen des waldburgischen Hauses in Erwähnung der Verleihung des Hauswappens durch Herzog Konradin 1205 und der Geschichte des Hauses, der Mahnung an das Haus die Legende dieser Patrone fleißig zu lesen und anordnet, dass zum Gedenken der hl. Walburga und zum Dank für die Erhaltung des Hauses:
1. das Fest der hl. Walburga zu Scheer viermal jährlich begangen werde, am 25. Februar, ihrem Sterbetag, am 1. Mai, dem Tag ihrer Kanonisation, am 4. August, „als sie aus England gezogen“, und am 12. Oktober, an dem ihr Leib von Heidenheim nach Eichstätt überführt worden sei, mit Vesper am Vortag und Amt in der Schlosskapelle
2. ebenso am 7. Juli, der Tag des hl. Willibald, des Bruders der hl. Walburga und
3. den 18. Dezember, der Tag des hl. Wunibald

Dem Hofkaplan, Schulmeister und den Chorschülern soll an diesen Tagen an dem Tisch in der Türnitz, ein Mahl mit Wein gereicht werden.

### Änderung der festgelegten Feiertage
1771 fielen dann unter der Regentschaft der Erben (die eberhardinische Linie der Truchsessen war ausgestorben) einige der Feiertage weg.
1782 bestimmte dann Graf Eberhard von Wurzach, dass das Fest der Hl. Walburga am 1. Mai gefeiert wird und nicht nur in Scheer, sondern in der ganzen Grafschaft.

## Beschreibung der Reliquien

### Reliquiar des hl. Wunibald

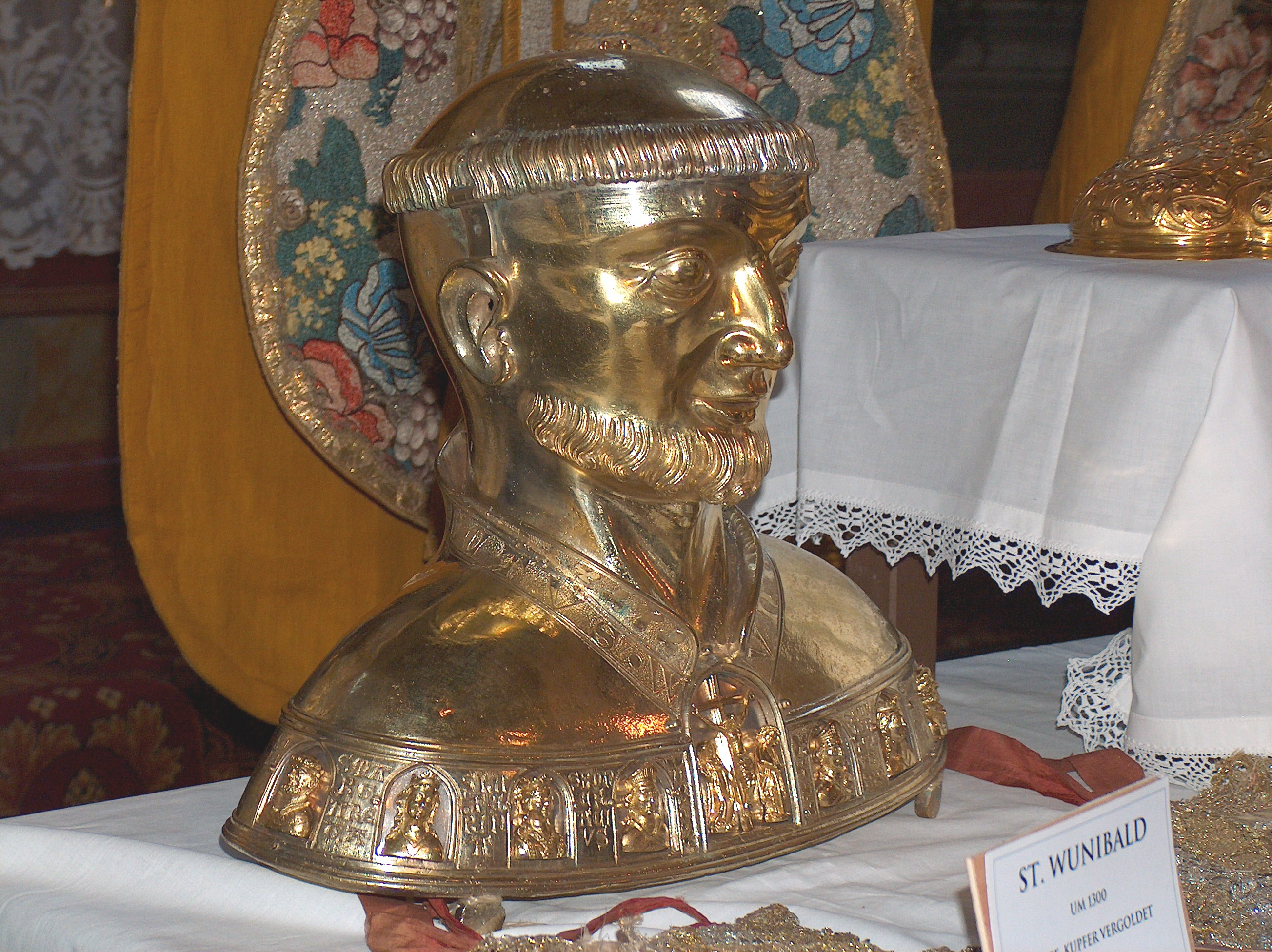
Büstenreliquiar des hl. Wunibald

Das Büstenreliquiar stammt aus dem 11.–13. Jahrhundert. Es ist 37,5 cm hoch und kupfervergoldet. Im Sockelbereich befindet sich ein Nischenfries mit Reliefbüsten von den Heiligen Margaretha, Katharina, Bonifatius, Willibaldus, Walpurgis, Wunibaldis. Mittig eine Kreuzigungsgruppe. Auf der Unterseite ist der Schenkungsbericht eingraviert.

### Reliquiar des hl. Willibald

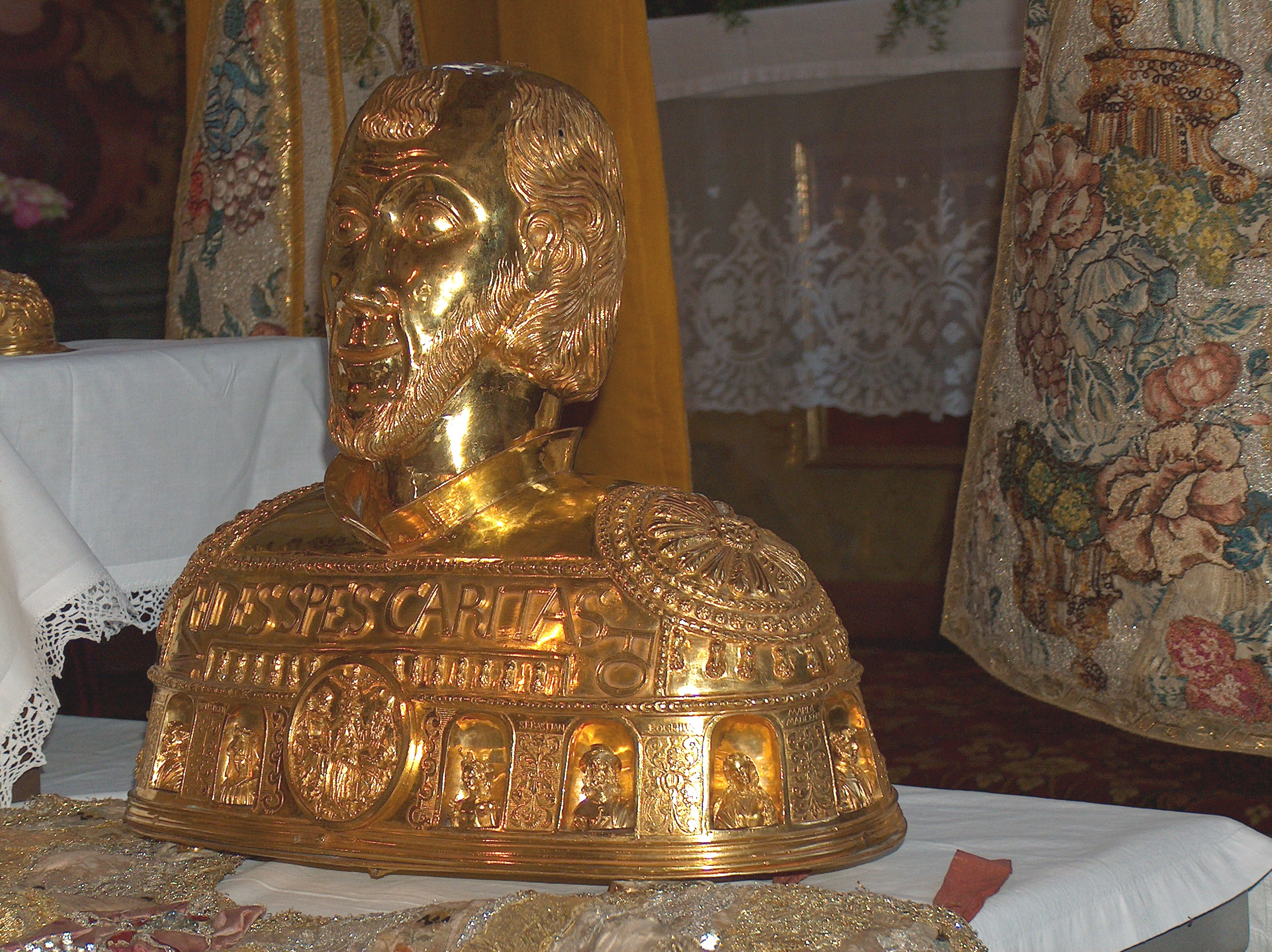
Büstenreliquiar des hl. Willibald

St. Willibald ist 40 cm hoch. Auf dem Rationale stehen die Namen der fünf Tugenden:
IV(STITIA) FIDES SPES CARITAS FO(RTITUDO) „Glaube, Hoffnung, Liebe, Gerechtigkeit, Tapferkeit“. Darunter ebenfalls ein Nischenfries mit 12 Heiligen. Mittig ein Reliefmedaillon mit der Krönung Mariens. Rückseitig ein graviertes Waldburger Wappen. Unterseitig ist der Stiftungsbrief in die kupfervergoldete Brustreliquiar eingraviert.

### Reliquiar der hl. Walburga

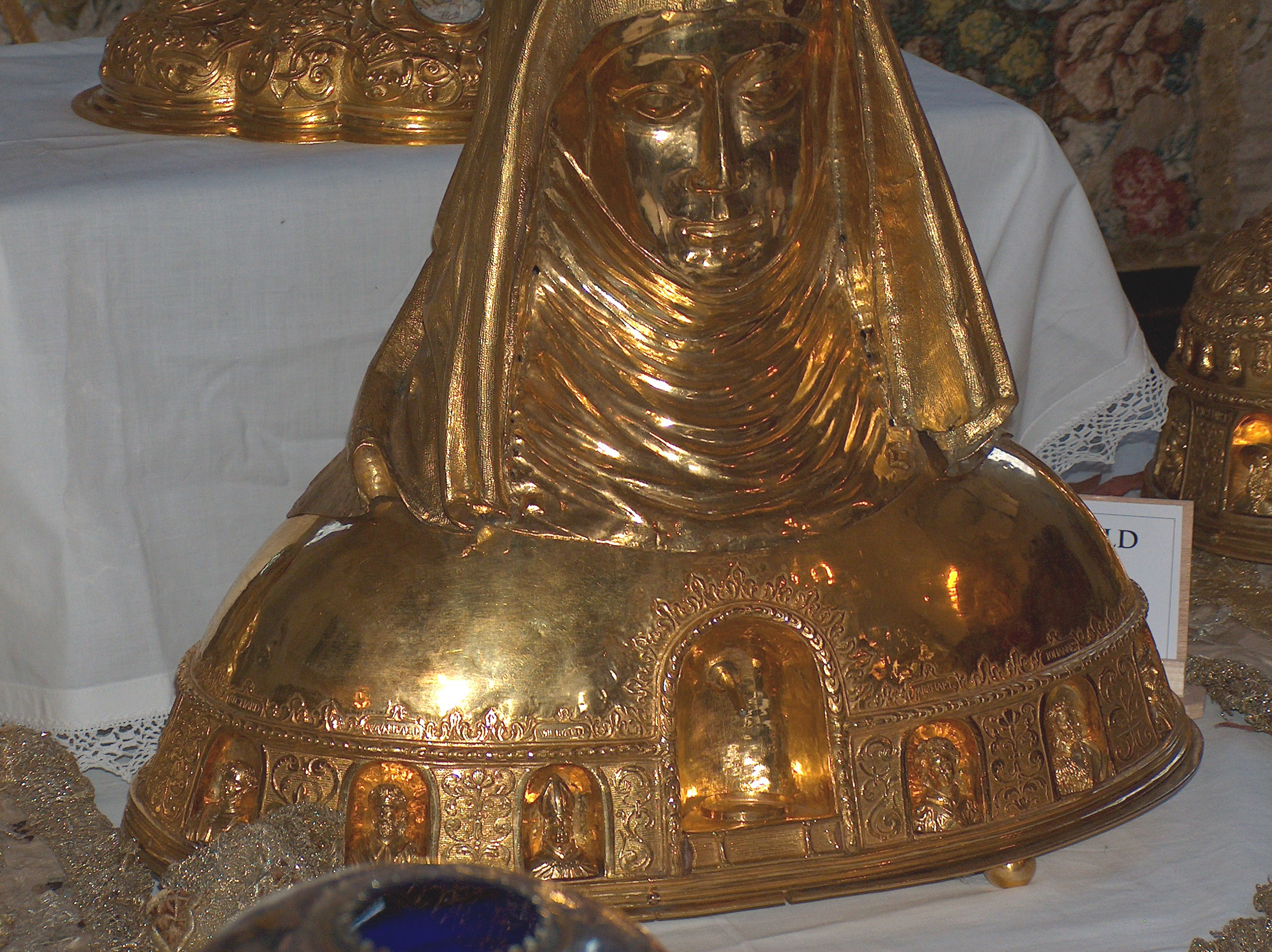
Büstenreliquiar der hl. Walburga

Die kupfervergoldete St. Walburga misst 43 cm und enthält im Sockelbereich wiederum ein Nischenfries mit 12 Heiligen. Mittig befindet sich eine Bogennische als Brünnchen für das Walburgisöl. Seither wurde auch im waldburgischen Herrschaftsbereich das Walburgisöl verehrt, das in der Eichstätter Klosterkirche aus dem Grabmal der hl. Walburga fließt. Da ein Versiegen des Ölflusses immer schwere Notzeiten ankündigte, wird dieser oft mit Sorge beäugt. Der Pfarrer von Scheer steht deshalb in ständiger Verbindung mit der Äbtissin von Eichstätt. Die Äbtissin hat die besondere Verpflichtung, ein Versiegen des Ölflusses sofort nach Scheer zu melden.

## Wallfahrt und Wunderheilung
Im Pfarrarchiv Scheer befindet sich ein Auszug der Wunderheilungen St. Wunibalds. Darin wird von zahlreichen Wunderheilungen berichtet. In der Folgezeit kamen immer mehr Menschen im Vertrauen auf Wunderheilung nach Scheer und machten Wallfahrten, sogar aus der Schweiz. In einem „Großen Wunderbuch“ wurden alle wundersamen Heilungen aufgeschrieben.

## Die Prozession

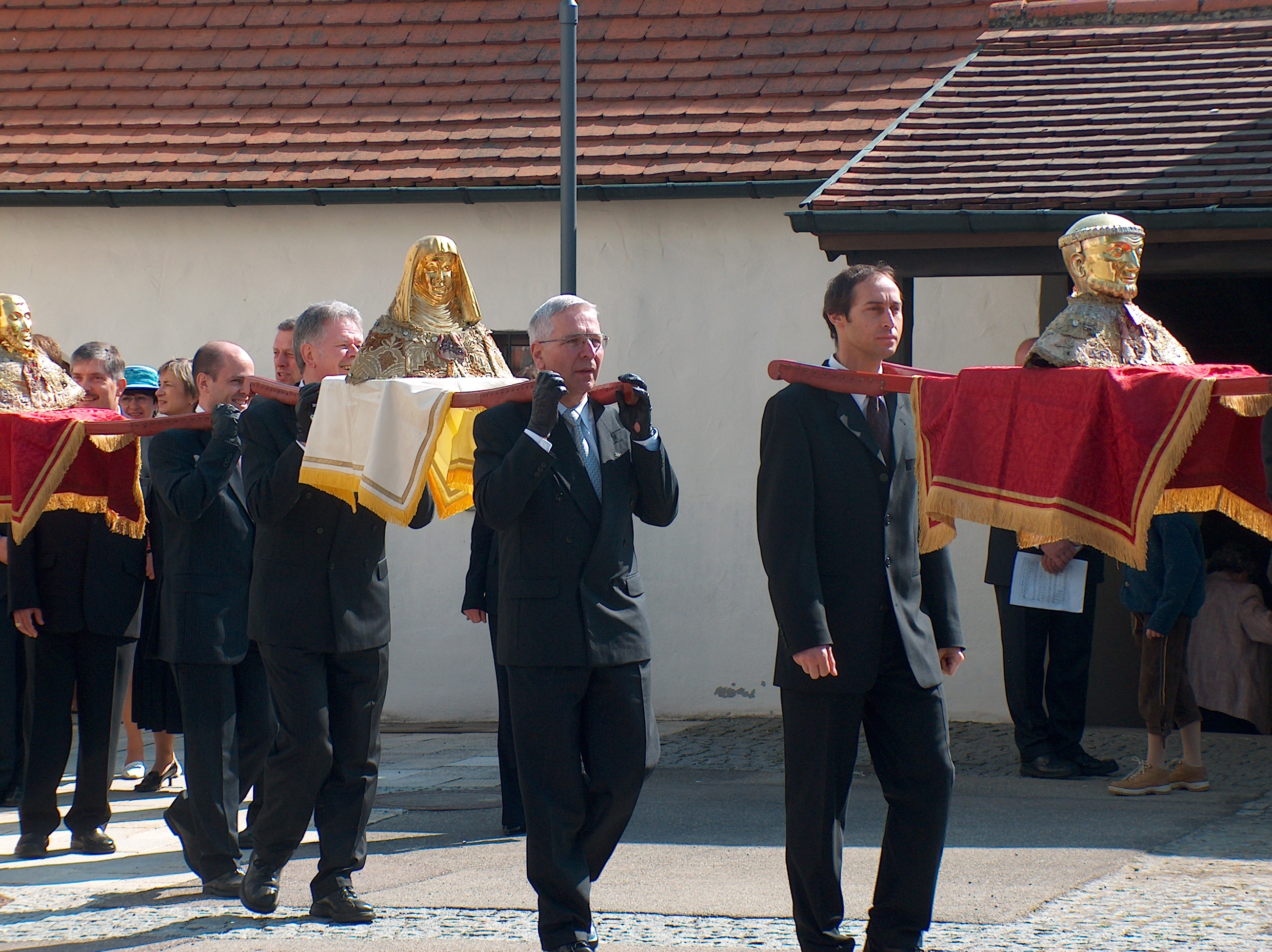
Start der Reliquienprozession an der Pfarrkirche St. Nikolaus

Um 6 Uhr werden die Scheerer Bürger mit dem Abspielen der Tagwache und mit Böllerschüssen geweckt. Um 10 Uhr beginnt das Hochamt in der Stadtpfarrkirche St. Nikolaus. Im Anschluss an den Gottesdienst beginnt die Reliquienprozession vom Kirchberg hinunter in die Stadt. Der Verkehr auf der Bundesstraße wird angehalten, wenn die Prozession von der Hirschstraße in die Mengener Straße einbiegt, um dann am Rathaus vorbei vor der Donaubrücke in die Donaustraße einzuschwenken. Am Ende der Donaustraße geht es wieder auf die Mengener Straße und wieder über die Hirschstraße zur Kirche hoch.

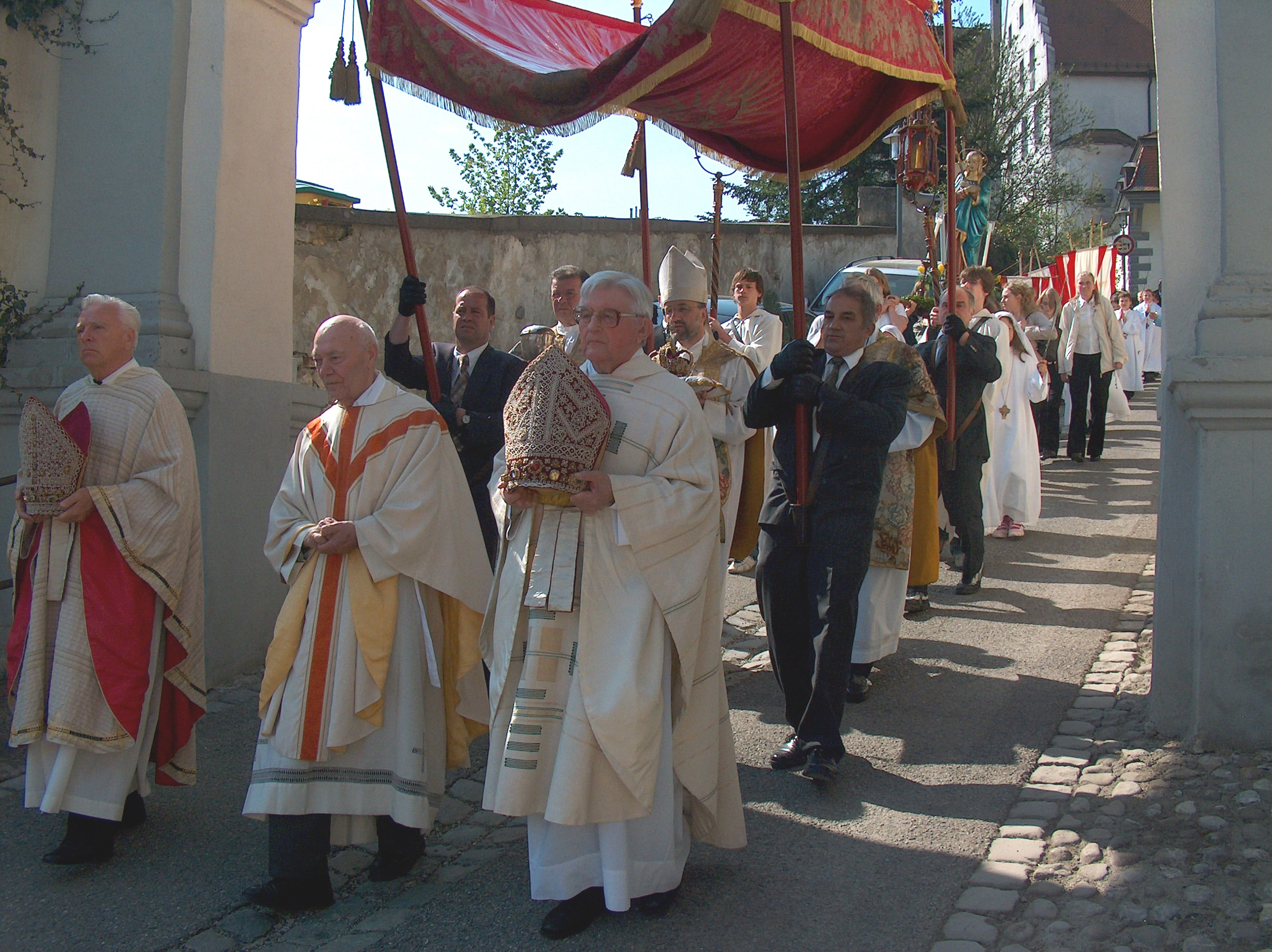
Maiprozesion mit Weihbischof Thomas Maria Renz
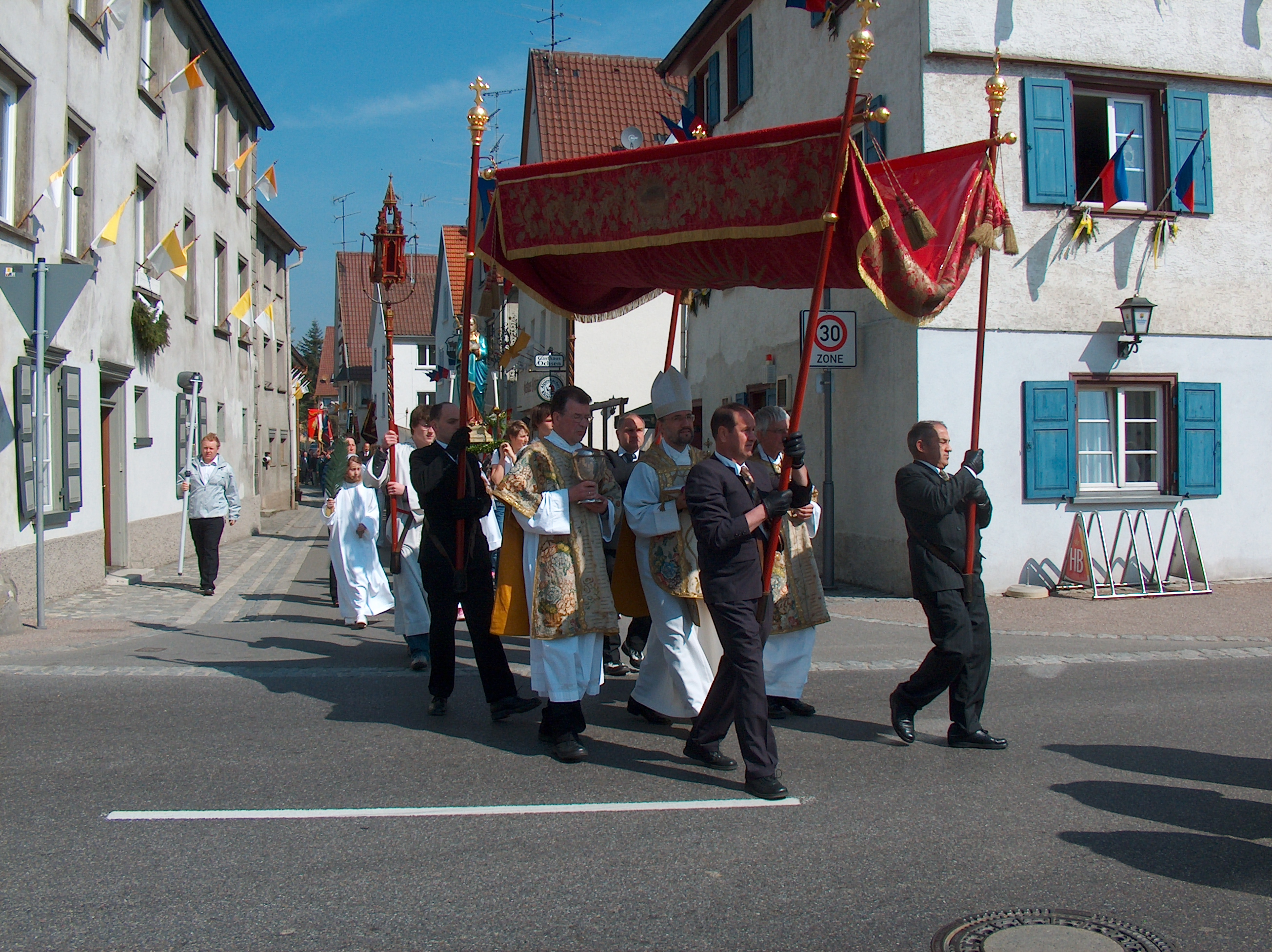
Maiprozesion beim Einbiegen in die Mengener Straße in Scheer
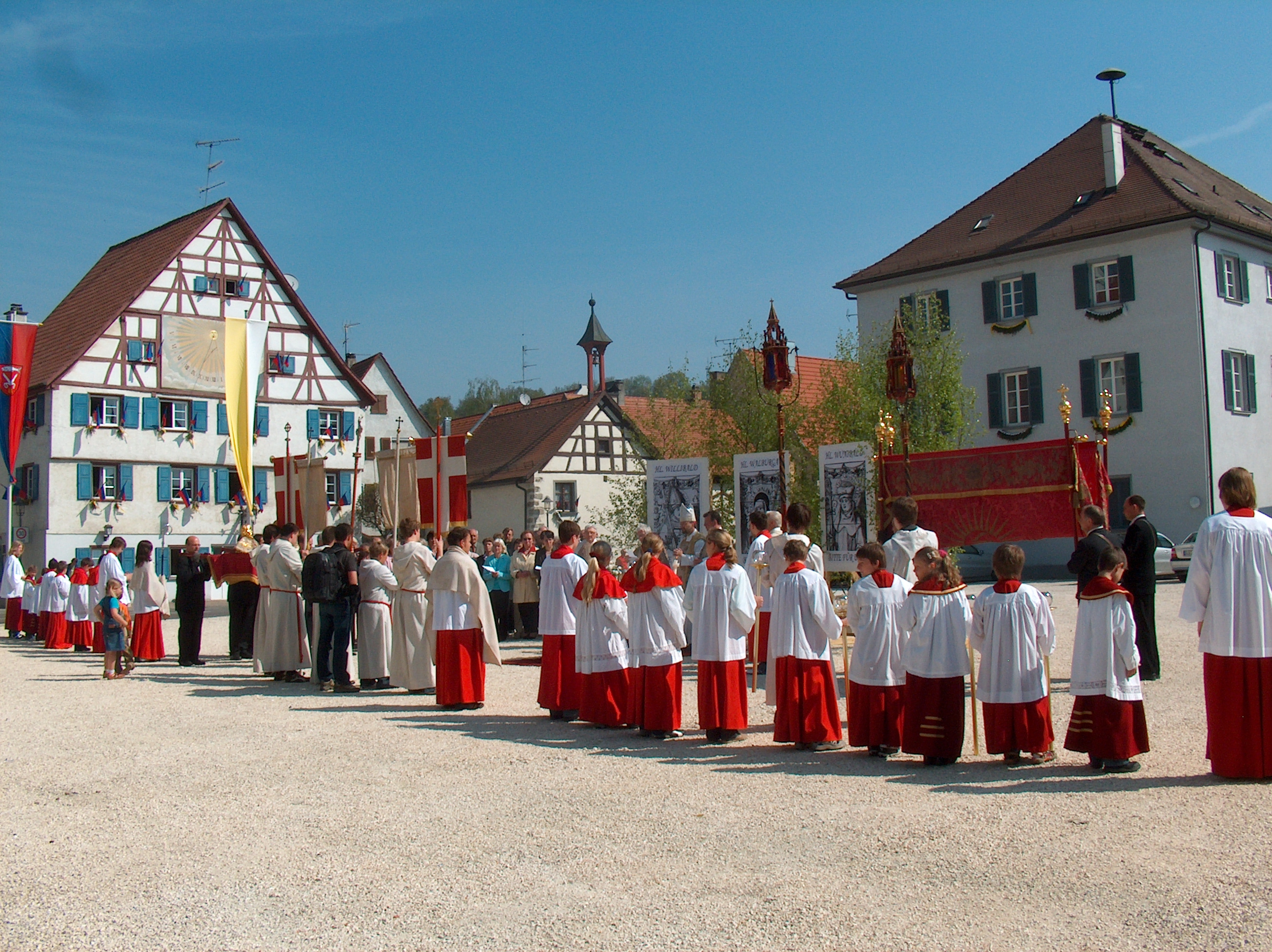
Maiprozession – Andacht in der Stadtmitte